# Santiago Gatíca
Santiago Bartolomé Gatica Maggi (Santiago, 1954) es un exfutbolista profesional chileno que jugaba de defensa, además de ser jugador internacional con Chile.

## Clubes
| Club                  | País  | Año       |
| --------------------- | ----- | --------- |
| CD Santiago Wanderers | Chile | 1974-1976 |
| CD O'Higgins          | Chile | 1977-1982 |
| Unión Española        | Chile | 1983      |
| Universidad de Chile  | Chile | 1984      |
| Unión Española        | Chile | 1984-1985 |
| Audax Italiano        | Chile | 1986      |
| Iván Mayo             | Chile | 1987      |
| Colchagua             | Chile | 1988-1993 |